# Дурусу (Арнавуткёй)
Дурусу (тур. Durusu), прежде Теркоз (Теркос, тур. Terkoz, Terkos) — махалле (квартал) в европейской части Турции. Расположен на восточном берегу озера Дурусу, южнее Карабуруна, в 52 км севернее Стамбула. Административно относится к району Арнавуткёй в иле Стамбул.
В Дурусу находится водонапорная станция, которая снабжает водой из озера Дурусу часть домов Стамбула (кварталы Стамбул и Бейоглу). Водопровод в Стамбул построен при султане Абдул-Хамиде II. 

## История
На месте Дурусу находился древний город Дерк (Деркос, греч. Δέρκος ή Δέρκοι). В эпоху эллинизма до Дерка простиралась полисная территория Византия.
Турецкую крепость Теркос посещал османский путешественник XVII века Эвлия Челеби.
При патриархе Иоанникии II в 1655 году образована Деркская митрополия, в неё были включены епархии Терапии и Бююкдере.